# Heilige Geestkerk (Praag)
De Heilige Geestkerk (Tsjechisch: Kostel svatého Ducha) is een kerk in de Oude Stad van de Tsjechische hoofdstad Praag. De kerk is in de tweede helft van de 14e eeuw gebouwd in gotische stijl. De aan de Heilige Geest gewijde kerk staat aan de straat U Sv. Ducha.